# Egretta thula
La garceta nívea (Egretta thula), también conocida como garceta nivosa, garcita blanca, garza dedos dorados, garza chica o chusmita es una especie de ave pelecaniforme de la familia Ardeidae propia de América.

## Distribución

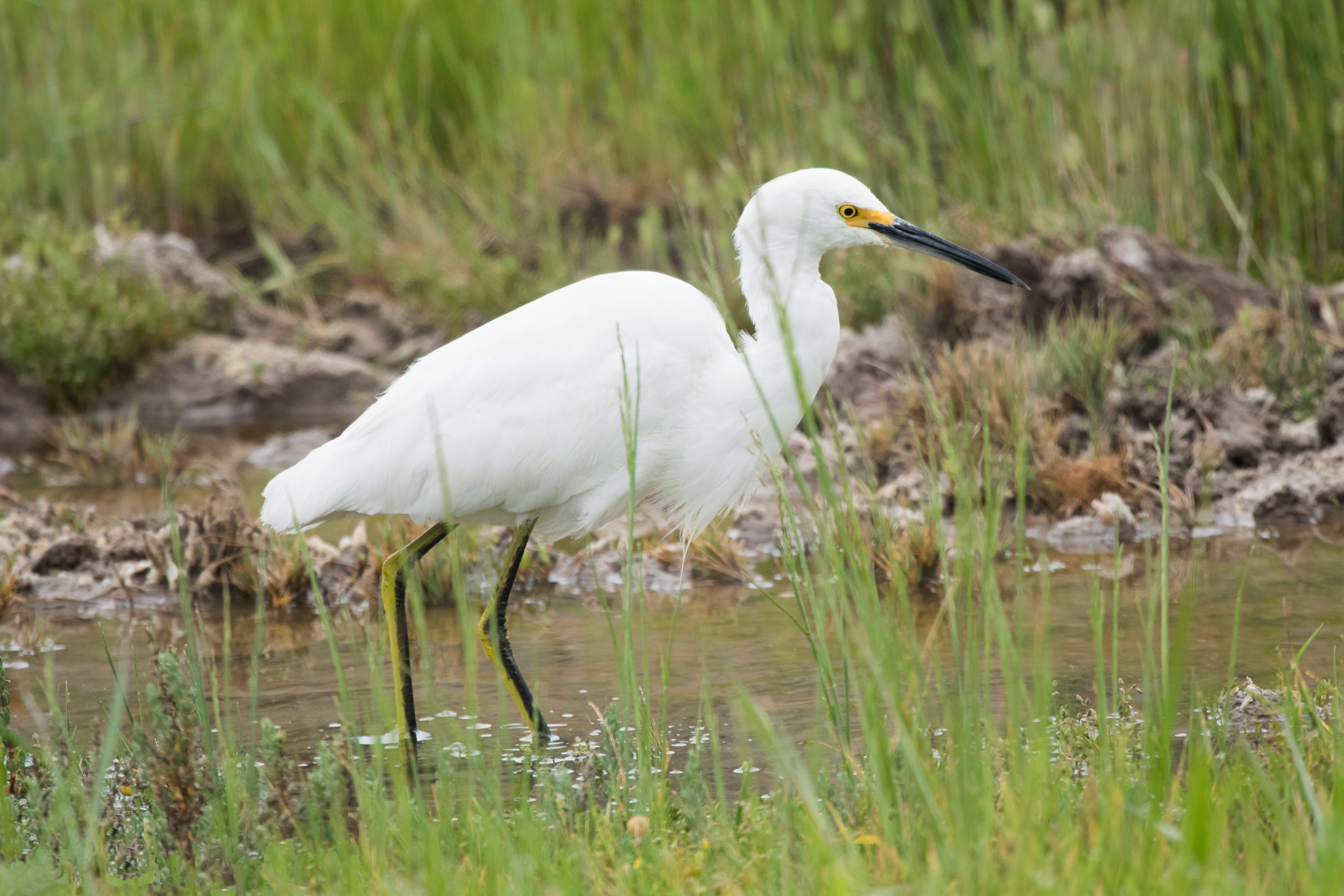
Garceta nivea, Humedal Batuco

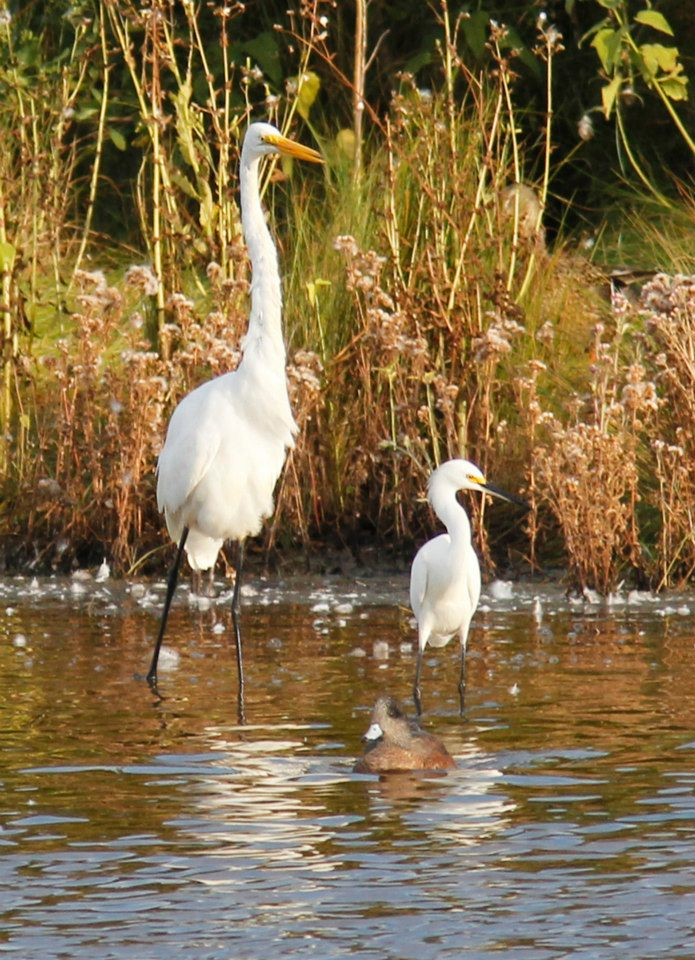
Comparación del tamaño de la garza blanca (Egretta thula) mucho más pequeña con la garza real (Ardea alba) mucho más grande en el sur de Nueva Jersey.

Es nativa de América, desde Canadá a Argentina y Chile. Divagante en Islandia, Portugal, Sudáfrica, Reino Unido, Samoa Georgias del Sur y Sandwich del Sur.

## Características
El plumaje de un blanco puro de esta especie y las delicadas plumas que cuelgan de su cabeza, cuello y dorso, tienen justa fama por su belleza. Ambos sexos adquieren esta coloración al principio de la estación de cría, y erizan sus plumas para exhibirse en el nido. Fuera de esta temporada, es una garza pequeña blanca, de pico negro y pies amarillo brillante. 

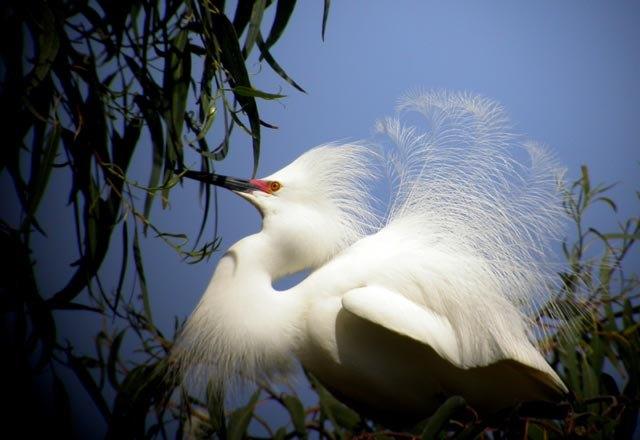
Plumaje nupcial.

## Comportamiento
Suele vivir en manglares de aguas dulces o saladas. Se alimenta de día, correteando en busca de peces y pequeños animales. A veces hurga el fondo del agua con sus pies, para hacer salir a sus presas. Se reúne en grandes bandadas para dormir sobre los árboles, donde anida en colonias.

## Subespecies
Se conocen dos subespecies de Egretta thula:
- Egretta thula thula Thayer & Bangs, 1909 - Local de Estados Unidos al centro de Argentina y Chile, e Indias Occidentales.
- Egretta thula brewsteri (Molina, 1782)  - W Estados Unidos a Baja California y litoral NW México

## Taxonomía
Egretta thula  fue descrita por Juan Ignacio Molina y publicada en Saggio sulla Storia Naturale del Chili. Nella stamperia de S. Tommaso d' Aquino, pp. 235, 344, en el año 1782.
Etimología
Egretta: del francés aigrette, una garceta.
Thula: epíteto del nombre mapuche del ave, trüla.
Sinonimia
- Ardea thula (Molina), 1782
- Egretta candidissima (Gosse), 1847
- Ardea candidissima (J. F. Gmelin), 1789